# Joey Barton
Joey Barton (Huyton, Engleska, 2. rujna 1982.) engleski je umirovljeni nogometaš i sadašnji trener Bristol Roversa. Barton je igrao na poziciji veznog igrača.  
Barton je rođen u Huytonu, predgrađu Liverpoola i odrastao je u industrijskom području. Započeo je 2002. svoju nogometnu karijeru u Manchester Cityju. Njegovi nastupi u seniorskoj momčadi postupno se povećavaju tijekom sljedećih pet godina, gdje ih bilježi više od 150 za klub. Dobrim igrama dobio je poziv u englesku reprezentaciju u veljači 2007. U srpnju 2007. kupio ga je  Newcastle United za 5,800.000 funta.
Njegova karijera i život su obilježeni brojnim kontroverznim incidenatima i disciplinskim problemima, i dva puta je bio osuđen na temelju optužbi za nasilje. Služio je i 77 dana zatvora zbog incidenta u centru Liverpoola. Zbog nanošenja ozljeda tijekom treninga suigraču Ousmane Dabou završio je svoju karijeru u Cityju.

## Nogometni put

### Manchester City
U razdoblju od 2002. do 2007. u ligi je zabio 15 golova u 130 nastupa. 

### Newcastle United
U srpnju 2007. postaje Svraka te igra promjenjivo. Nakon što su Svrake ispale iz Premier lige 2009., Barton pokazuje odanost izjavljujući da ostaje uz klub. U drugoj ligi zbog ozljede bilježi samo 8 nastupa i 1 gol. Newcastle te sezone osvaja prvo mjesto a Barton u novoj, povratničkoj sezoni igra u prvih 11 na visokoj razini. Zbog neslaganja s upravom u ljeto 2011. napušta Newcastle United besplatno, te je potpisao bogati ugovor s QPR-om.

### Glasgow Rangers
Nakon pet mjeseci je Barton napustio škotski Rangers. Nakon poraza protiv Celtica 5:1, Barton se na treningu posvađao sa suigračem Andyjem Hallidayjem. Direktno je potjeran s treninga. Isti trenutak škotski prvak ga je suspendirao na tri tjedna.

### Burnley
Početkom 2017., Barton je se vratio u Burnley, klub koji je napustio u svibnju 2016. da bi igrao za Rangerse.

## Uspjesi
Newcastle United:
- Football League Championship - Pobjednik: 2009./10.

## Vanjske poveznice
- Profil  Arhivirana inačica izvorne stranice od 4. prosinca 2010. (Wayback Machine) nufc.co.uk
- Profil  Arhivirana inačica izvorne stranice od 22. rujna 2008. (Wayback Machine) Soccerbase